# NGC 3545B
NGC 3545B is een elliptisch sterrenstelsel in het sterrenbeeld Grote Beer. Het hemelobject ligt in de buurt van NGC 3545.

## Synoniemen
- MCG 6-25-16
- ZWG 185.15
- VV 182
- KCPG 273A
- PGC 33893